# Lluís Marquina i Pichot
Lluís Marquina i Pichot (Barcelona, 1904 - Madrid, 26 de juny de 1980), més conegut com a Luis Marquina, va ser un director, guionista i productor de cinema català. Fill del poeta i dramaturg Eduard Marquina i de Mercedes Pichot, germana del pintor Ramon Pichot i la mezzosoprano María Gay, va ser un gran amic de Salvador Dalí.
Lluís Marquina es va casar amb Paz Jiménez-Encina y Quesada el 1926 i van tenir tres fills: la novel·lista Teresa Marquina, Mercedes i Eduardo.

## Carrera professional
Marquina fou estudiant d'Enginyeria Industrial, carrera que va acabar l'any 1932. Fins al 1934 s'especialitzà en Enginyeria de So a França, on va treballar als estudis Tobis de París, i a Alemanya, on formà part de l'UFA a Berlin. A Espanya es va fer un lloc als estudis Cinematografía Española i Americana SA (CEA) establerts a Madrid sota la presidència de Jacinto Benavente. En poc temps, destacà pels seus coneixements vers la sonorització i va ser promocionat al càrrec de subdirector tècnic. En aquesta etapa va sonoritzar El agua en el suelo (1934) i Vidas rotas (1935) ambdues dirigides per Eusebio F. Ardavín. També es va encarregar de la cinta de Benito Perojo Rumbo al Cairo (1935) i de La Traviesa Molinera de H. D'Abbadie D'Arrast (1934), a més fou màxim responsable de la sonorització de diversos musicals.
La irrupció en el cinema de Marquina arribà de la mà de Luis Buñuel. El director de Calanda que en aquell moment dirigia la productora Filmófono li oferí fer-se càrrec del rodatge de Don Quintín el amargao (1935). La rebuda per part dels espectadors propicià la realització d'una segona part titulada El bailarín y el trabajador (1936)', que ell mateix guionitzà.
Durant la Guerra Civil Espanyola es va fer càrrec de la sonorització del film de propaganda nacional Alma y nervio de España dirigit per J. Martínez Arboleya (1937). També treballà en el primer Noticiari de Falange Española. Més tard, es traslladà a Argentina on va codirigir La chismosa amb Enrique Susini i va coescriure Así es la vida del director F. Mugica.
En tornar a Espanya començà a treballar per la productora Cifesa. Amb la productora col·laborà fins al 1944 i hi realitzà diversos projectes. En destaquen dues coproduccions amb italià, una comèdia en col·laboració amb el seu pare i diversos melodrames.
Marquina patí una caiguda de popularitat que allunya el públic de les seves pel·lícules. De 1945 a 1948 no dirigí cap film. No obstant així si va actuar com a assessor de direcció.
El 1955 decidí fundar la productora DIA, que s'encarrega de produir diversos films de diferents directors. Durant aquesta etapa va produir Congreso en Sevilla (1955) de A. Román i Los maridos no cenan en casa (1956) de J. Mihura, entre d'altres. La seva etapa com a productor va acabar a principis dels seixanta. Llavors es va tornar a dedicar únicament a la direcció cinematogràfica.
També fou col·laborador de ràdio i televisió.

## Filmografia[6][7]
Director
- 1935. Don Quintín el amargao
- 1936. El bailarín y el trabajador
- 1938. La chismosa (codir. Enrique Susini)
- 1938: Celuloides cómicos (codir. Javier Poncela
- 1940. El último husar
- 1941. Yo soy mi rival (codir. Mario Bonnard)
- 1941. Su hermano y él
- 1941. Torbellino
- 1942. Malvodada
- 1942. Vidas cruzadas
- 1942: Noche fantástica
- 1944: Santander, ciudad en llamas
- 1945: Sol y sombra de Manolete (codir. Abel Grance) (inacabada)
- 1948. Doña María la Brava
- 1949. Filigrana
- 1950. El capitán Veneno
- 1951: Manchas de sangre en la Luna (codir. E. Dei)
- 1951. Quema el suelo
- 1952. Amaya
- 1953. Así es Madrid
- 1954. Alta costura
- 1954. Las últimas banderas
- 1956. Aventura para dos (codir. D. Siegel)
- 1958. Historia de un joven pobre (codir. M. Girolami)
- 1960. Adiós, Mimí Pompón
- 1961. Ventolera
- 1961. La viudita naviera
- 1962. La batalla del domingo
- 1964. Valiente
- 1968. Cerco de terror
- 1968. Tuset street (codir. J. Grau) (no acreditat)

Guionista
- 1936. El bailarín y el trabajador
- 1939. Así es la vida
- 1941. Su hermano y él
- 1941. Torbellino
- 1945. La luna vale un millon
- 1947. Serenata española
- 1950. El capitán Veneno
- 1953. Así es Madrid
- 1957. Madrugada
- 1958. Historia de un joven pobre
- 1958. Una muchachita de valladolid
- 1958. ¿Dónde vas Alfonso XII?
- 1959. Un trono para Cristy
- 1959. Una gran señora
- 1960. Adiós, Mimí Pompón
- 1960. ¿Dónde vas triste de ti?
- 1960. Maribel y la extraña familia
- 1960. Navidades en junio
- 1962. La batalla del domingo
- 1963. Crucero de verano
- 1964. A escape libre
- 1966. Atraco al Hampa